# Christophe Gomart
Pour les articles homonymes, voir Gomart.
Christophe Gomart ([kʁistɔf ɡɔmaʁ]), né le 20 juin 1960 à Saumur (Maine-et-Loire), est un militaire et homme politique français. 
Sorti de école spéciale militaire de Saint-Cyr en 1983, il intègre l'arme blindée et cavalerie, une composante de l'armée de terre. En 2003, il est chef de corps du 13e régiment de dragons parachutistes.
Général de corps d'armée, il est directeur du renseignement militaire du 21 juin 2013 au 6 juillet 2017, après avoir été commandant des opérations spéciales du 1er août 2011 au 20 juin 2013.
Candidat aux élections européennes de 2024 sur la liste Les Républicains, il est élu député européen.

## Situation personnelle

### Origines
Christophe Gomart est le fils de Philippe Gomart, né en 1934, militaire, chef de corps du 13e régiment de dragons parachutistes.

### Formation
Il est élève de l'École spéciale militaire de Saint Cyr de 1981 à 1983 (promotion Grande armée), tout comme Denis Favier, Bruno Le Ray, Grégoire de Saint-Quentin et Jean-François Hogard. À l'issue de sa formation, il choisit de servir dans l'arme blindée et cavalerie.

## Parcours militaire
En 1988, Christophe Gomart est instructeur à l’École spéciale militaire de Saint-Cyr.
Il est chef de corps du 13e régiment de dragons parachutistes de 2003 à 2005, puis officier d’état-major à l’Inspection générale des armées de 2005 à 2006. Il est ensuite auditeur de la 18e session nationale de l'Institut national des hautes études de sécurité de 2006 à 2007. En parallèle, à partir de 2006 et jusqu'en 2008, il est chef du bureau des affaires réservées du ministre de la Défense.
Le 23 juillet 2008, il est nommé adjoint de Bernard Bajolet, coordonnateur national du renseignement.
Il est nommé commandant des opérations spéciales le 1er août 2011. Sous son commandement, les forces spéciales mènent des opérations lors de la première guerre civile libyenne en 2011 et de l'opération Serval (2013). Il est réputé « proche » du ministre de la Défense, Jean-Yves Le Drian.

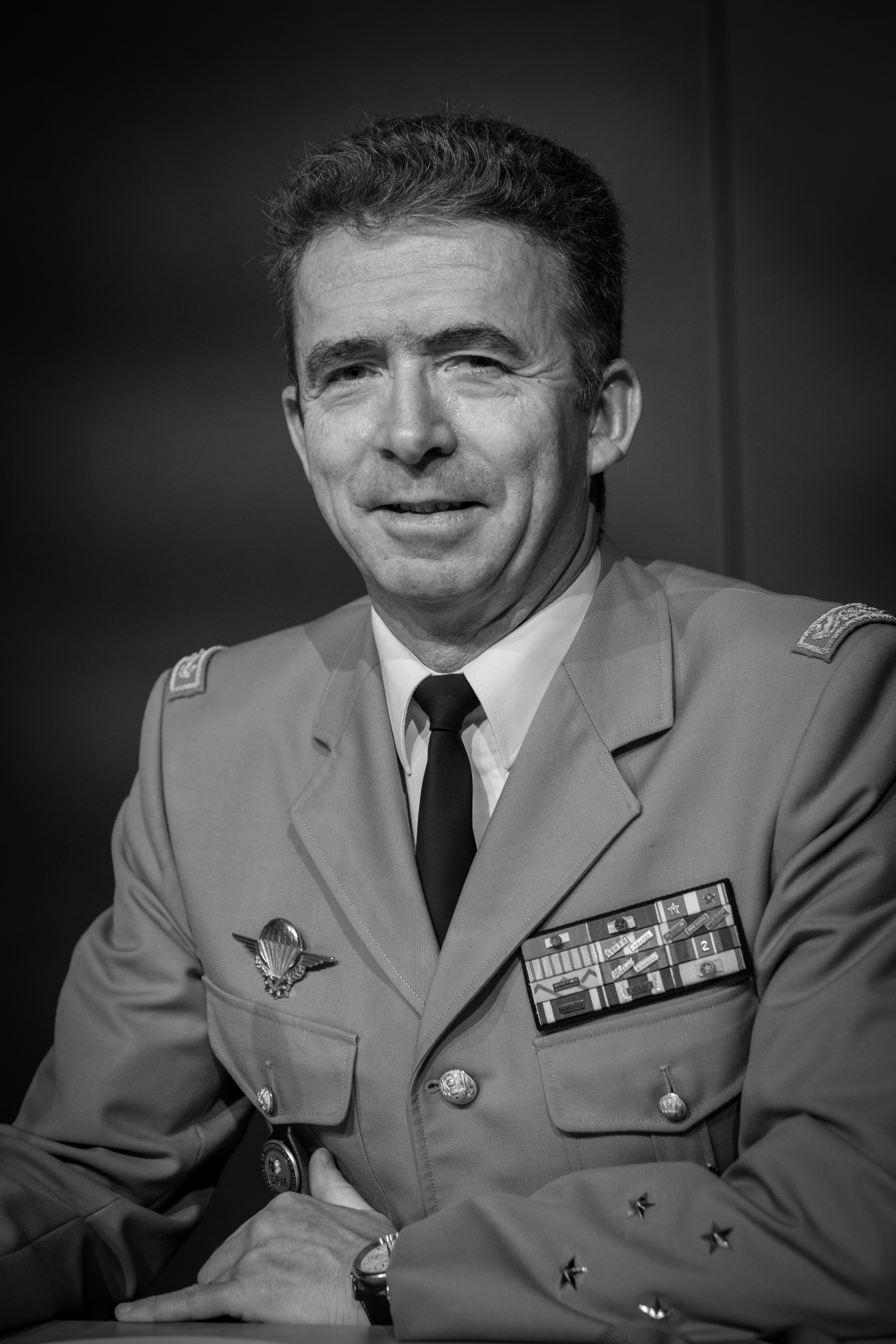
Christophe Gomart en 2015.

Christophe Gomart prend la tête de la direction du Renseignement militaire le 1er août 2013. Le 11 mai 2016, il se rend à Washington pour participer à la première réunion du « comité Lafayette » dont le but est de favoriser le partage des « renseignements et des informations militaires opérationnelles » entre les États-Unis, le Royaume-Uni, le Canada, l’Australie, la Nouvelle-Zélande et la France. En mars 2017, il lance « l'Intelligence campus » pour rassembler des « experts en imagerie, cyber ou géo-intelligence » pour le renseignement.

## Carrière dans le civil
En mai 2017, le groupe immobilier commercial Unibail-Rodamco-Westfield annonce le recrutement de Christophe Gomart en tant que directeur de la sûreté et de l'ingénierie immobilière.
En 2020, il coécrit avec le journaliste Jean Guisnel un livre sur sa carrière, où il défend l'idée d'un transfert du commandement du service Action de la direction générale de la Sécurité extérieure (DGSE) au Commandement des opérations spéciales (COS) et critique la gestion par le service Action de la tentative de libération de l'otage Denis Allex en 2013,.
Christophe Gomart est membre du comité stratégique du CF2R, un think tank dirigé par Éric Dénécé, qu'il quitte en 2022, car il est en désaccord avec la position affichée sur l'invasion de l'Ukraine par la Russie,  « Je ne cautionne absolument pas ce positionnement. Dans cette guerre, il y a un agresseur et un agressé. Je ne vais pas prendre la défense de l'agresseur et soutenir Poutine ».
Le 19 mars 2024, Le Figaro annonce que le général Gomart sera en troisième place de la liste Les Républicains lors des élections européennes de 2024. Le visuel de l'annonce, à savoir une photo du général en tenue militaire, déclenche une polémique, une partie de la classe politique, y voyant une infraction à l'arrêté du 14 décembre 2007 qui interdit le port de l'uniforme à des fins politiques,. Christophe Gomart devient député européen à l'issue des élections du 9 juin 2024.

## Grades militaires
- 1er décembre 1994 : commandant[21].
- 1er décembre 1998 : lieutenant-colonel[22].
- 1er juillet 2003 : colonel[23].
- 1er août 2011 : général de brigade[7].
- 1er février 2012 : général de division[24].
- 1er août 2013 : général de corps d'armée[9].

## Distinctions

### Décorations françaises
- Commandeur de la Légion d'honneur en 2015[25] (officier en 2007[26], chevalier en 1999[27]).
- Commandeur de l'ordre national du Mérite en 2011[28].
- Croix de la Valeur militaire (2 citations).
- Croix du combattant.
- Médaille d'Outre-Mer.
- Médaille de la Défense nationale, échelon or.
- Médaille de reconnaissance de la Nation.
- Médaille commémorative française avec agrafes « ex-Yougoslavie » et « Afghanistan ».

### Décorations étrangères
- Médaille des Nations unies pour UNPROFOR.
- Médaille de l'OTAN pour l'ex-Yougoslavie.
- Médaille de l'OTAN Non-Article 5 pour la FIAS.
- Commandeur de l'Ordre national (Mali).
- Légionnaire de la Legion of Merit (États-Unis).
- Bronze Star (États-Unis).
- Croix d’Honneur des forces armées (Allemagne).

## Publication
- Christophe Gomart et Jean Guisnel, Soldat de l'ombre : Au cœur des forces spéciales, Tallandier, septembre 2020, 380 p.